# Świdniki (gromada)
Świdniki – dawna gromada, czyli najmniejsza jednostka podziału terytorialnego Polskiej Rzeczypospolitej Ludowej w latach 1954–1972.
Gromady, z gromadzkimi radami narodowymi (GRN) jako organami władzy najniższego stopnia na wsi, funkcjonowały od reformy reorganizującej administrację wiejską przeprowadzonej jesienią 1954 do momentu ich zniesienia z dniem 1 stycznia 1973, tym samym wypierając organizację gminną w latach 1954–1972.
Gromadę Świdniki z siedzibą GRN w Świdnikach utworzono – jako jedną z 8759 gromad na obszarze Polski – w powiecie hrubieszowskim w woj. lubelskim na mocy uchwały nr 8 WRN w Lublinie z dnia 5 października 1954. W skład jednostki weszły obszary dotychczasowych gromad Świdniki, Rogów i Żuków ze zniesionej gminy Miączyn w tymże powiecie. Dla gromady ustalono 14 członków gromadzkiej rady narodowej.
1 stycznia 1962 gromadę zniesiono, włączając jej obszar do gromad Grabowiec (wieś i kolonię Rogów, kolonię Franciszków oraz kolonię Piotrówka) i Miączyn (wieś i kolonię Świdniki, kolonię Świdniki-Popówka, wieś Żuków oraz kolonie Dębina, Świdniki kol. nr 1 i Grabowiecka kol. nr 2) w tymże powiecie.